# Tiń Soncja
Tiń Soncja (ukr. Тінь Сонця) – ukraiński zespół muzyczny wykonujący muzykę z gatunku folk metal z elementami metalu symfonicznego. Sami swoją twórczość określają niekiedy „kozackim rockiem”.
Grupa została założona w 1999 Kijowie przez dwójkę braci, Serhija oraz Ołeksija Wasyluk. Prawie wszystkie teksty są po ukraińsku, z wyjątkiem kilku białoruskich piosenek. Zespół brał udział w wielu festiwalach, z których największe to Basowiszcza i Zachidfest. Intensywnie koncertowali wspierając ukraińskich żołnierzy walczących w obwodach donieckim oraz ługańskim.
Ich piosenka „Козаки” była nieoficjalnym hymnem reprezentacji Ukrainy w piłce nożnej podczas pucharu Mistrzostw Europy w Piłce Nożnej 2016. Ta sama piosenka służy jako intro dla zawodowego boksera Ołeksandra Usyka.

## Dyskografia

### Albumy studyjne
- Над Диким Полем (2005)
- Полум'яна Рута (2007)
- Танець Серця (2011)
- Грім В Ковальні Бога (2014)
- Буремний Край (2016)
- Зачарований Світ (2018)
- На Небесних Конях (2020)

### Dema
- Святість Віри (2002)
- За Межею (2005)